# Indra Kupferschmid

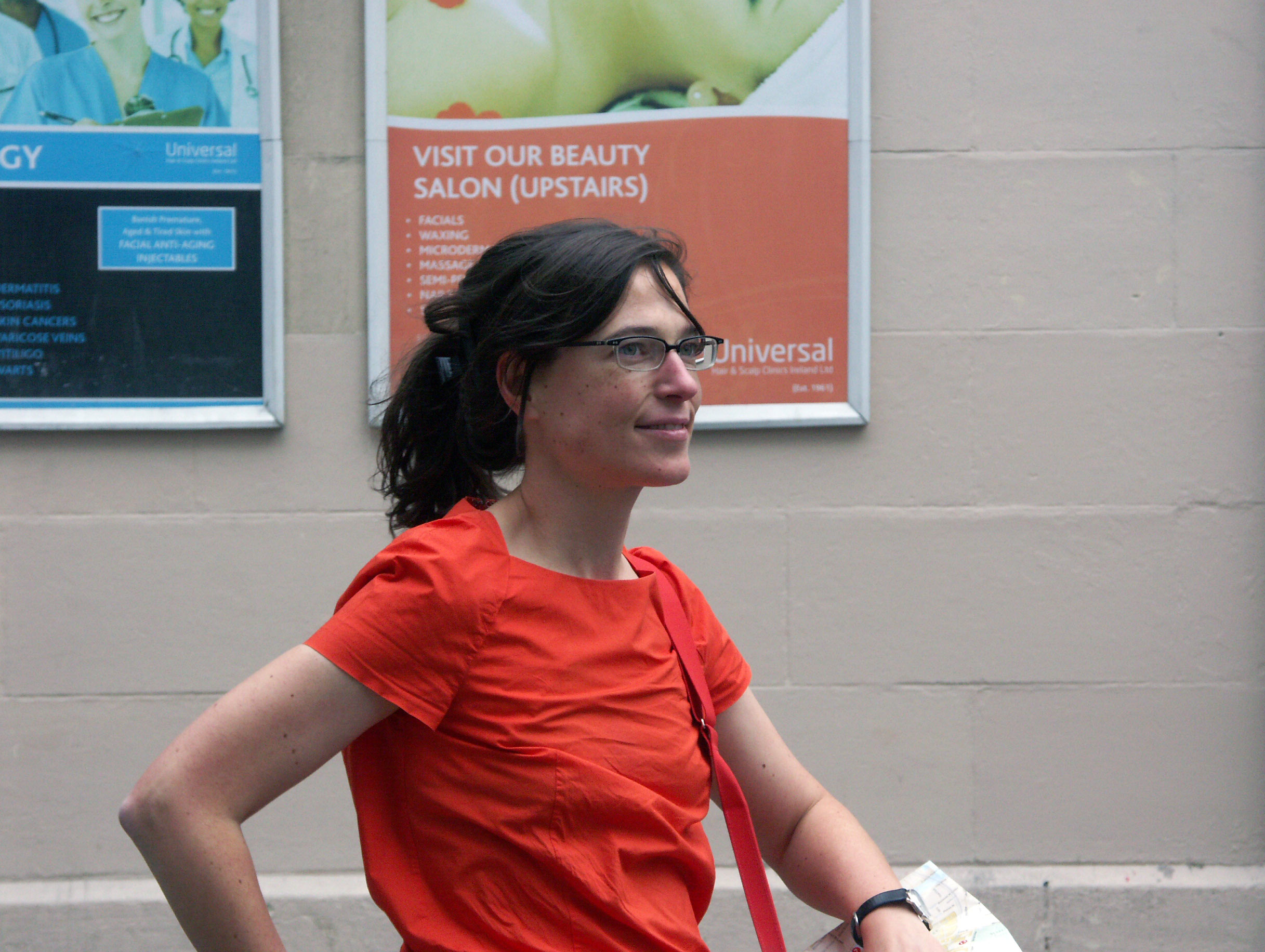
Indra Kupferschmid (2010)

Indra Kupferschmid (* 1973 in Fulda) ist eine deutsche Typografin und Professorin für das Lehrgebiet Typografie an der Hochschule der Bildenden Künste Saar in Saarbrücken. Sie lebt in Bonn und Saarbrücken.

## Werdegang
Indra Kupferschmid studierte Visuelle Kommunikation an der Bauhaus-Universität Weimar und machte ihren Abschluss bei dem niederländischen Schriftgestalter Fred Smeijers. Seit 1997 unterrichtet sie Typografie unter anderem an der HGB Leipzig, FH Bielefeld, Bauhaus-Universität Weimar, HTWK Leipzig, Burg Giebichenstein Halle/Saale, FH Düsseldorf und hält Vorträge wie auch Workshops im In- und Ausland.
Seit vielen Jahren forscht sie über die Schriftklassifikation und arbeitet im Normungsausschuss des DIN mit. Ihre Klassifikation nach Formprinzip ist u. a. publiziert in Hans Peter Willberg: Wegweiser Schrift, Max Bollwage: Typografie kompakt und ihrem Typografie-Handbuch Buchstaben kommen selten allein (ausgezeichnet als eines der schönsten deutschen Bücher 2002).
Indra Kupferschmid ist Mitglied und Mitbegründerin des Typografie-Blogs und Netzwerks Alphabettes.